# La libertad (singolo)
La libertad è un singolo del cantautore spagnolo Álvaro Soler, pubblicato il 10 maggio 2019 come secondo estratto dalla riedizione del secondo album in studio Mar de colores.

## Video musicale
Il video è stato pubblicato il 10 maggio 2019 sul canale YouTube del cantante.

## Classifiche
| Classifica (2019) | Posizione massima |
| ----------------- | ----------------- |
| Austria           | 51                |
| Belgio (Fiandre)  | 28                |
| Belgio (Vallonia) | 28                |
| Germania          | 62                |
| Italia            | 67                |
| Svizzera          | 65                |